# Augerville-la-Rivière
Augerville-la-Rivière település Franciaországban, Loiret megyében. Lakosainak száma 216 fő (2022. január 1.). Augerville-la-Rivière Boulancourt, Dimancheville, Le Malesherbois és Orville községekkel határos.

## Népesség
A település népességének változása:
| Lakosok száma | 165  | 164  | 170  | 228  | 233  | 234  | 232  | 227  | 225  | 216  |
|               | 1968 | 1982 | 1990 | 2006 | 2013 | 2015 | 2017 | 2019 | 2020 | 2022 |